# Telecinco HD
Telecinco HD é a versão HD da Telecinco, canal do grupo Mediaset España comunicação, ajustável só a através da TDT. A emissão deste canal de testes começou 20 de setembro em 2010 e dois dias depois, em 22 de setembro seus lançamentos oficiais. 
O 30 de junho de 2011 o operador ONO informou que o canal está incorporado em seu mostrador uma vez lançado seu serviço de HD, que será lançado nas próximas semanas.